# Duke à Washington
 (novembre 2018).
Si vous disposez d'ouvrages ou d'articles de référence ou si vous connaissez des sites web de qualité traitant du thème abordé ici, merci de compléter l'article en donnant les références utiles à sa vérifiabilité et en les liant à la section « Notes et références ».
Duke à Washington (Duke It Out In D.C.) est un jeu vidéo de tir à la première personne sorti en 1997 et fonctionne sur PC. Le jeu a été développé par n-Space puis édité par GT Interactive.